# فيليب فرانكلين
فيليب فرانكلين (بالإنجليزية: Philip Franklin) هو رياضياتي أمريكي، ولد في 5 أكتوبر 1898 في نيويورك في الولايات المتحدة، وتوفي في 27 يناير 1965 في بيلمونت في الولايات المتحدة.